# Euryproctus turcator
Euryproctus turcator är en stekelart som beskrevs av Aubert 1979. Euryproctus turcator ingår i släktet Euryproctus och familjen brokparasitsteklar. Inga underarter finns listade i Catalogue of Life.